# Estación de Cariñena
Cariñena es una estación ferroviaria situada en el municipio español de Cariñena en la provincia de Zaragoza, comunidad autónoma de Aragón. Cuenta con servicios de media distancia operados por Renfe. 

## Situación ferroviaria
Está situada en el punto kilométrico 70,7 de la línea 610 de la red ferroviaria española que une Zaragoza con Sagunto por Teruel, entre las estaciones de Longares y de Encinacorba. La estación se encuentra a 602 metros de altitud. El kilometraje se corresponde con el histórico trazado entre Zaragoza y Caminreal, tomando esta última como punto de partida. 

## Historia
El 17 de enero de 1885 se constituyó la Sociedad del “Ferrocarril de Cariñena a Zaragoza”, que construiría y explotaría la primitiva línea. Este trazado, de vía estrecha, fue inaugurado el 10 de agosto de 1887. Esta línea y su estación fueron clausuradas el 28 de febrero de 1933, ante la inminente apertura del ramal de ancho ibérico Caminreal-Zaragoza del Ferrocarril Central de Aragón.
La nueva estación de la línea de ancho ibérico fue puesta en servicio el 2 de abril de 1933 con la apertura de la línea Caminreal-Zaragoza. Las obras corrieron a cargo de la Compañía del Ferrocarril Central de Aragón, que con esta construcción dotaba de un ramal a su línea principal entre Calatayud y el Mediterráneo que —a través de Zaragoza— podía enlazar con el ferrocarril a Canfranc de forma directa.
En 1941, con la nacionalización de la red ferroviaria de ancho ibérico, las instalaciones se integraron en la red de la recién creada RENFE. Durante la segunda mitad del siglo XX la estación tuvo una fuerte implicación vitivinícola, mediante vagones del tipo Foudre cargados de vino, en el apartadero de las Bodegas Balbino Lacosta. Debido a ello, el complejo ferroviario contaba con una amplia playa de vías y muelles de carga. En los horarios de 1962-1963 figuraba la existencia de una cantina.
Desde el 31 de diciembre de 2004 Renfe Operadora explota la línea mientras que Adif es la titular de las instalaciones ferroviarias.

## La estación

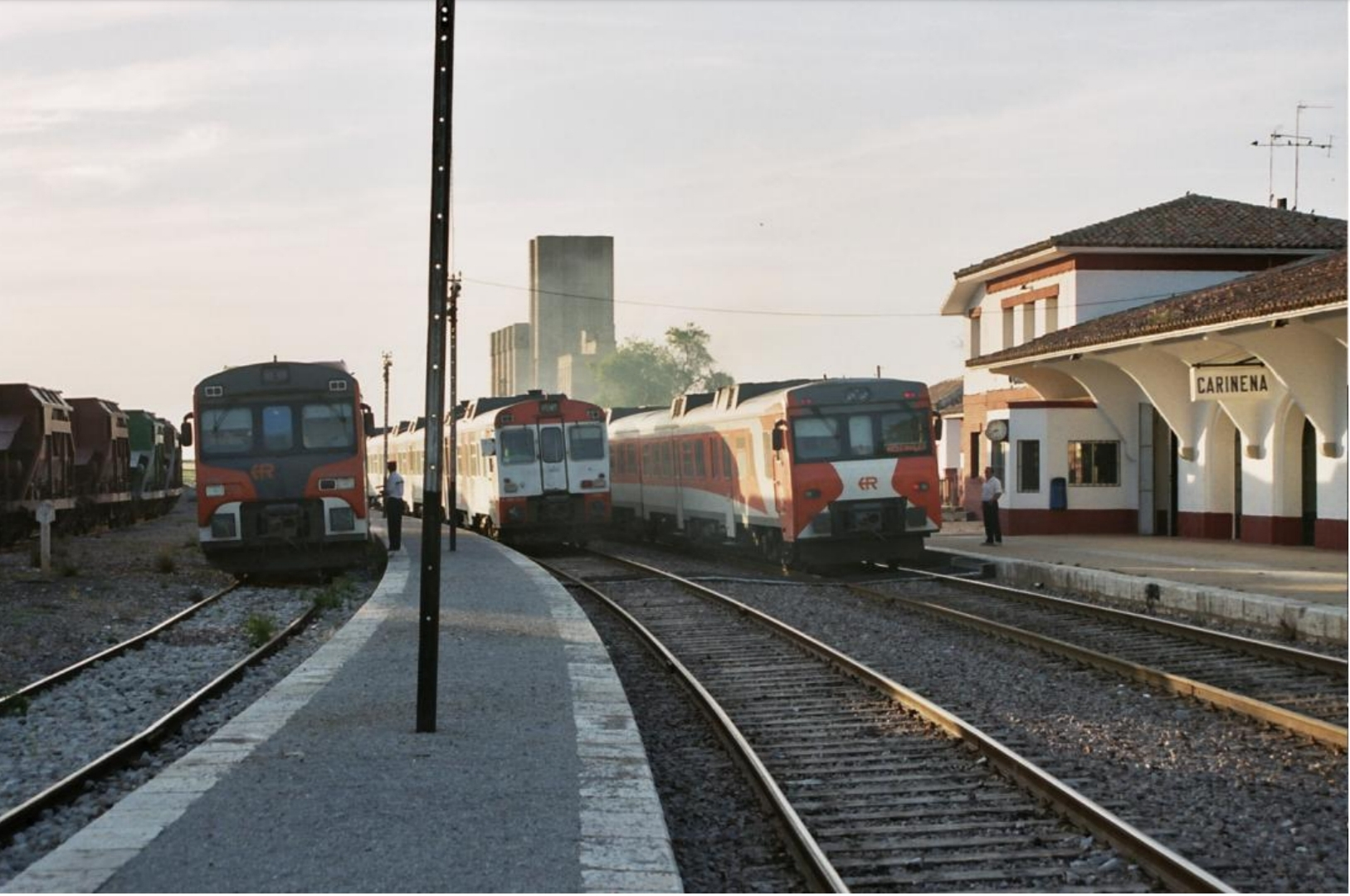
Cruce de trenes en la Estación de Cariñena el 28 de mayo de 2003.

El hecho de tener un apartadero de más de 750 m, apto para cruces de trenes de mercancías, hace de esta estación una de las más importantes del tramo Zaragoza-Teruel.
Se halla en el mismo casco urbano de la población. El edificio de viajeros presenta disposición lateral a la vía. La estación consta de un andén lateral por el que se accede a la vía principal y un andén central que da servicio dos vías derivadas. Una cuarta vía no tiene acceso a andén. Se conserva un antiguo depósito de aguada en sentido Teruel/Valencia, mientras que, aprovechando el antiguo almacén en sentido Zaragoza, se accede al Centro de Interpretación del Ferrocarril de la Comarca Campo de Cariñena.
En fase bastante avanzada, se encuentran las obras de la futura subestación de Cariñena, que suministrará los 25 kV a la electrificación del trayecto Zaragoza-Teruel. Está prevista la finalización de las obras a lo largo del año 2021.

## Servicios ferroviarios

### Media distancia
En esta estación efectúan parada el Regional de la serie 596 que une Zaragoza con Teruel y los MD de la serie S-599 que unen Zaragoza con Valencia.
| Línea MD | Trenes   | Origen/Destino      |  | Destino/Origen |
| -------- | -------- | ------------------- |  | -------------- |
| 49       | MD       | Zaragoza-Miraflores |  | Valencia-Norte |
| 49       | Regional | Zaragoza-Miraflores |  | Teruel         |

### Mercancías
Medway opera trenes de bobinas de chapa desde Sagunto hasta la planta de Opel PSA, del grupo Stellantis, en Figueruelas.